# Cherryville (Australie-Méridionale)
Pour les articles homonymes, voir Cherryville.
Cherryville est un village situé dans les Adelaide Hills, en Australie-Méridionale. Au recensement de 2006, Cherryville comptait 238 habitants.